# Hellfire (album)
Pour les articles homonymes, voir Hellfire.
Albums de 1349
Beyond the Apocalypse
(2004) Revelations of the Black Flame
(2009)
Hellfire est le troisième album studio du groupe de Black metal norvégien 1349. L'album est sorti le 24 octobre 2005 sous le label Candlelight Records.
Une video a été tournée pour le titre Sculptor of Flesh, qui est disponible sur leur page myspace officielle.
Le titre éponyme de l'album se finit volontairement à 13 minutes et 49 secondes : les membres ont voulu faire un écho avec le nom de leur groupe.

## Musiciens
- Ravn - Chant
- Archaon - Guitare
- Tjalve - Guitare
- Seidemann - Basse
- Frost - Batterie

## Liste des morceaux
1. I Am Abomination - 4:09
2. Nathicana - 4:38
3. Sculptor of Flesh - 3:17
4. Celestial Deconstruction - 7:44
5. To Rottendom - 5:51
6. From the Deeps - 6:25
7. Slaves to Slaughter - 6:11
8. Hellfire - 13:49